# Natuurbegraafplaats

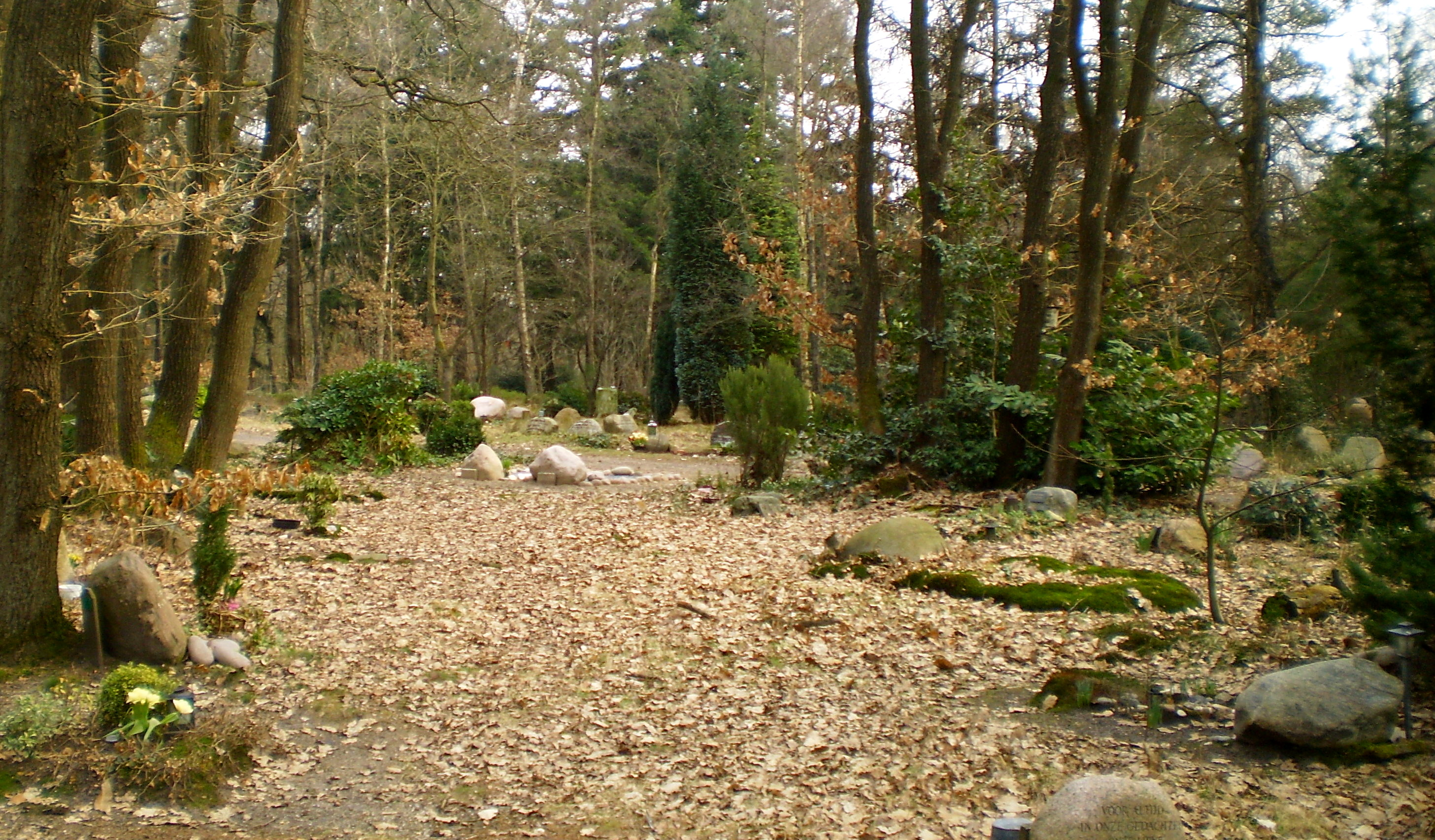
Natuurbegraafplaats Assel

Een natuurbegraafplaats is een begraafplaats waar overleden personen op een natuurlijke manier in een graf of urn kunnen worden begraven. De graven zijn niet, zoals bij een traditionele begraafplaats in rijen aangelegd, maar liggen schijnbaar willekeurig verspreid over een natuurlijk terrein. De graven zijn niet voorzien van traditionele grafsteen. Ze gaan zo op in het landschap. Begraven wordt in natuurlijke biologisch afbreekbare materialen. Natuurbegraafplaatsen zijn over het algemeen vrij toegankelijk. 
In Nederland mogen op de meeste natuurbegraafplaatsen zowel lichamen als urnen met crematie-as worden begraven.  Meestal is er een grafmarkering van vergankelijk materiaal toegestaan, of een natuurlijk object zoals een herinneringsboom of zwerfsteen. De locatie van de individuele graven wordt vastgelegd door middel van GPS en kan dus steeds worden teruggevonden.
Het karakter van de begraafplaatsen loopt sterk uiteen, soms aansluitend op een gewone begraafplaats, maar vaker als onderdeel van een natuurgebied. "Begraafplaatsen met een natuurlijk karakter" worden vaak ook natuurbegraafplaatsen genoemd, maar maken geen deel uit van een natuurgebied.
In Vlaanderen zijn er bijna uitsluitend natuurbegraafplekken, waar crematie-as mag worden verstrooid of in biologisch afbreekbare urnen begraven. In 2021 werd de eerste Vlaamse natuurbegraafplaats geopend voor het begraven van lichamen. Grafmarkeringen zijn nooit toegestaan.

## Achtergrond

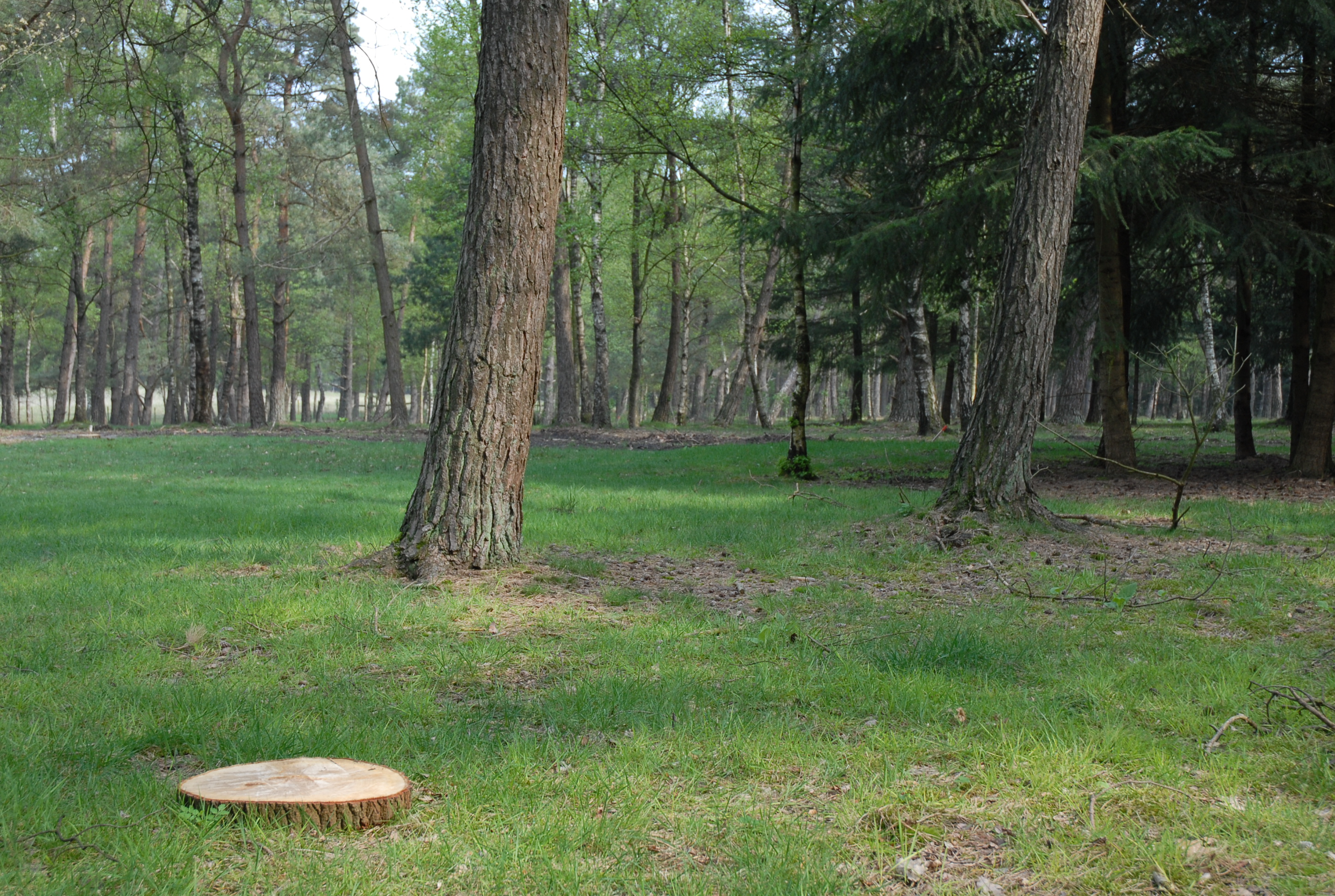
Houten grafmarkering op natuurbegraafplaats Heidepol

Het idee achter natuurbegraven is, om na overlijden het lichaam aan de natuur terug te geven op een zo natuurlijk mogelijke wijze. Het milieu mag daarbij niet of zo weinig mogelijk worden belast. Het wordt zo teruggegeven aan de natuur, terug in de natuurlijke kringloop, waarbij het planten- en dierenleven minimaal wordt beïnvloed. Het is een mooie, serene plek  voor de overledene en nabestaanden. Ook de wens naar een gepaste sobere plek, klein en eenvoudig, kan meespelen of financiële overwegingen (goedkoper dan een traditioneel graf, omdat er geen kosten zijn voor een grafsteen, grafrechten en het ruimen van het graf na verloop van tijd).
Het kan bijdragen aan uitbreiding van natuur.,p.23

## Het graf

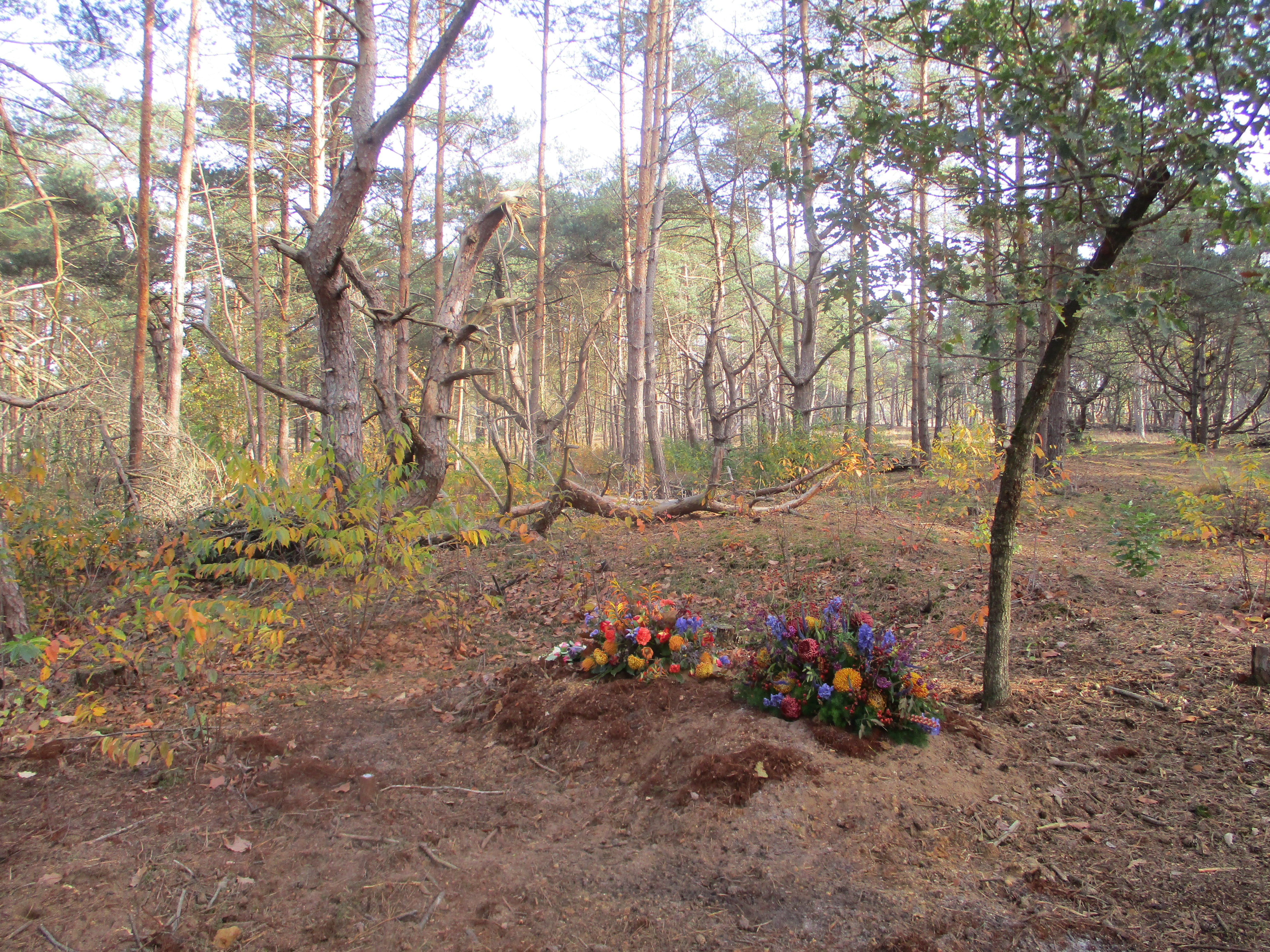
Bloemen op graf na begrafenis (Natuurbegraafplaats Hoogengraven, 2022)

Omdat het natuurlijke karakter van een natuurbegraafplaats het uitgangspunt en de essentie van natuurbegraven is, mogen uitsluitend biologisch afbreekbare materialen worden gebruikt voor graven, grafkisten, urnen en lijkkleren. Blijvende of individuele grafaanduidingen, ornamenten of monumenten op de begraafplek zelf zijn niet toegestaan. Op de begraafdag mogen uiteraard wel bloemen op het graf worden gelegd, die na een aantal dagen door de beheerder worden verwijderd.

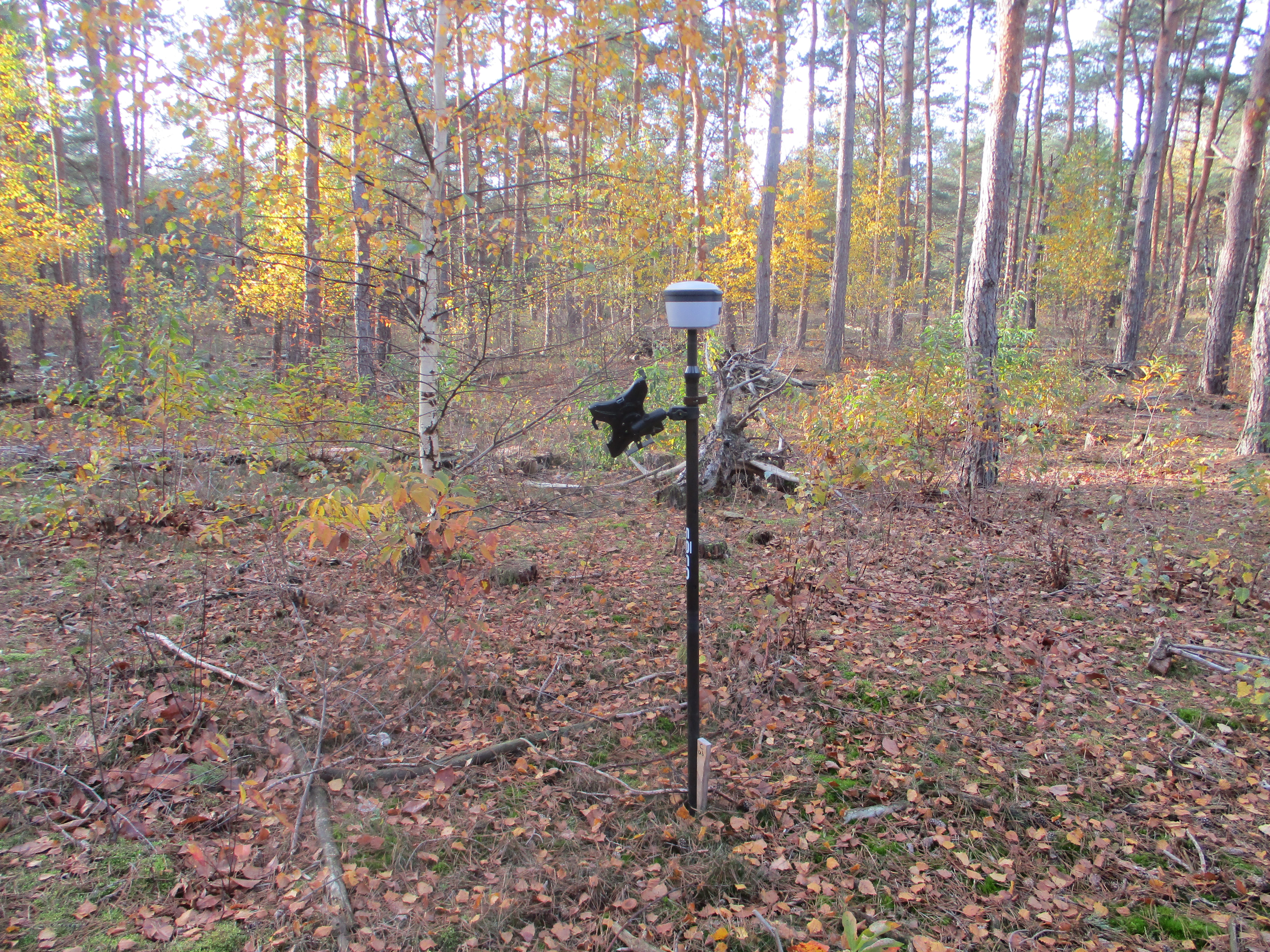
Mobiele GNSS-ontvanger voor het bepalen van de coördinaten (2022)

Voor het beheer van de natuurbegraafplaats is het noodzakelijk de exacte locatie van de graven vast te leggen. Ook een gereserveerde plek wordt geregistreerd bij het kadaster en vastgelegd in een grafakte. Door het ontbreken van blijvende aanduidingen op het graf is dit na korte tijd niet meer op het oog herkenbaar. De exacte plek van het graf kan echter altijd worden teruggevonden aan de hand van de GPS-coördinaten. Zo wordt voorkomen dat een plek meerdere malen als begraafplek wordt gebruikt. Afhankelijk van de natuurbegraafplaats kan een individueel graf via een app worden teruggevonden door iemand die later het graf wil bezoeken. De GPS-locatie is tot op centimeters nauwkeurig bepaald met behulp van een mobiele GNSS-ontvanger. 

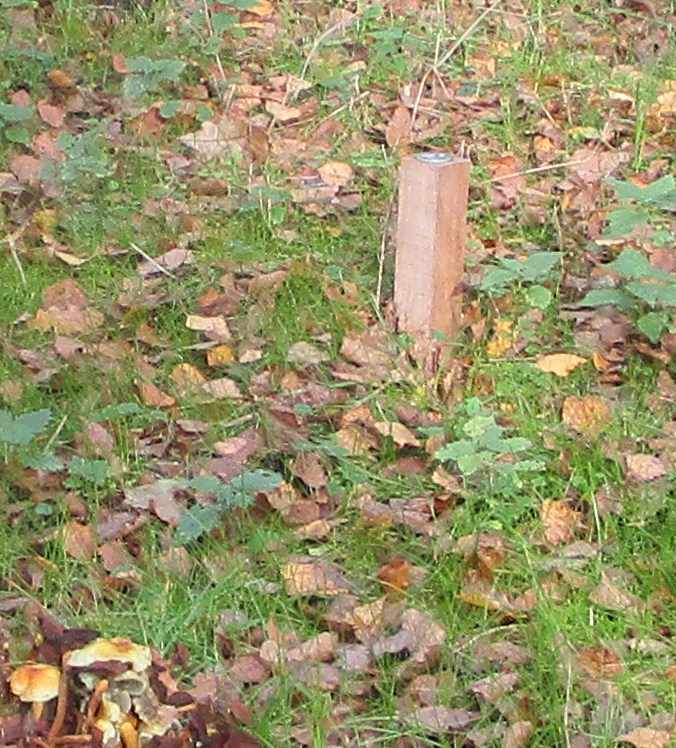
Genummerd paaltje ter markering van een gereserveerd natuurgraf op Mepper Dennen

In tegenstelling tot de bezette natuurgraven, zijn gereserveerde plekken vaak wel ter plekke aangeduid, bij de begraafplaatsen die bij Brana zijn aangesloten gebeurt dat door middel van houten paaltjes die zijn voorzien van een nummer. Zodra de overledene wordt begraven, wordt het paaltje verwijderd.

## De natuurbegrafenis

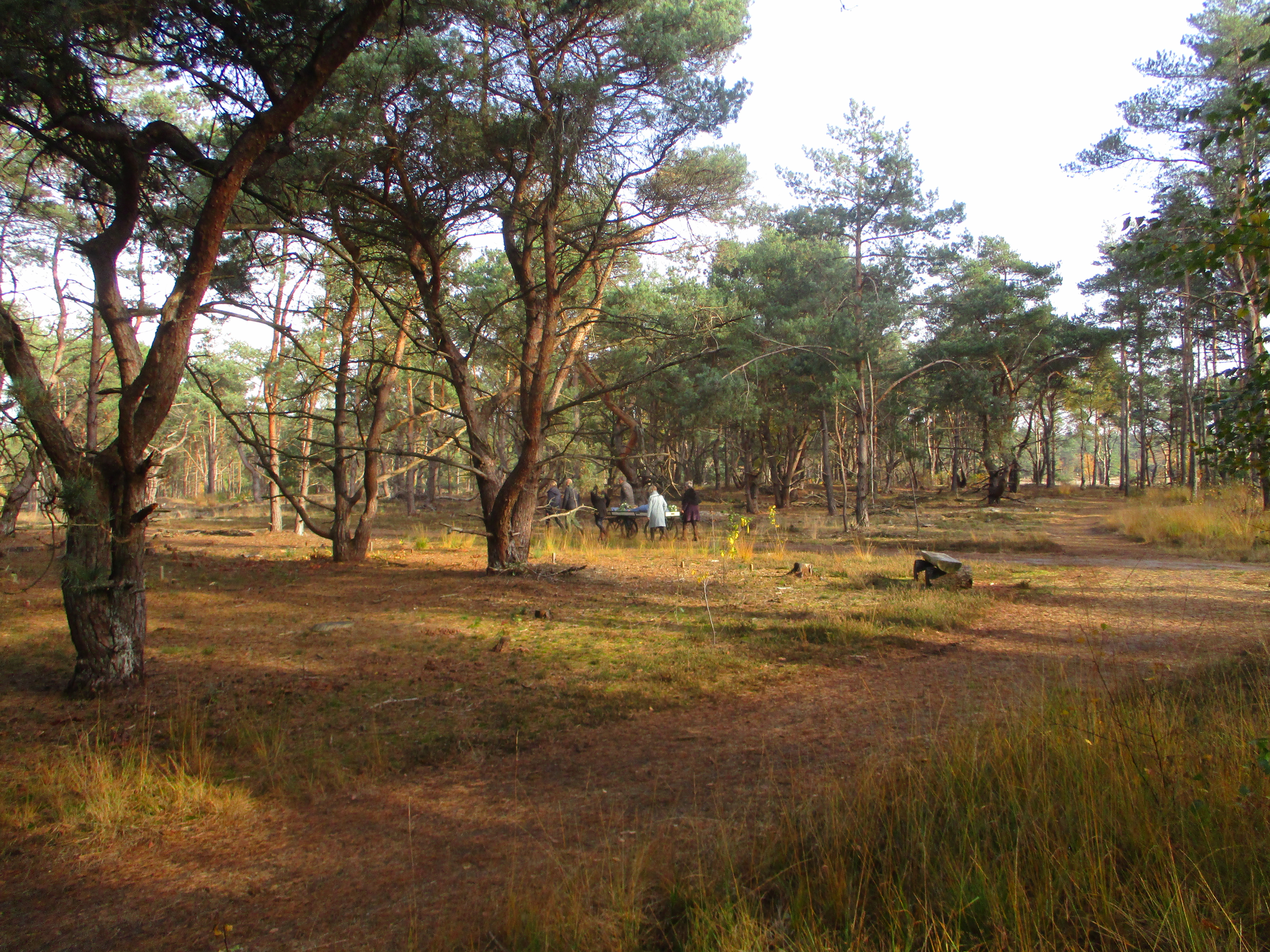
Begrafenis op Natuurbegraafplaats Hoogengraven, november 2022. De overledene wordt op een loopkoets naar het graf vervoerd. In dit geval is deze gehuld in een lijkwade, zonder gebruik van een doodkist.

Omdat er nog relatief weinig natuurbegraafplaatsen zijn, die bovendien geografisch ongelijk over het land verdeeld zijn, ligt de begraafplek meestal verder weg van de voormalige woonplaats van de overledene, waardoor er verder moet worden gereisd. 
Een natuurbegrafenis is doorgaans wat informeler dan traditioneel, alleen al door het natuurlijke terrein zonder verharde paden en het gebruik van laarzen bij regenachtig weer. Wie bewust kiest voor een natuurbegrafenis kiest daarmee tevens voor een niet-traditionele begrafenis. Dat is ook te zien aan de minder formele kleding van de uitvaartbegeleiders en deelnemers aan de begrafenis. Net als bij een gewone begrafenis is er evenwel veel ruimte om deze te organiseren volgens de persoonlijke wensen. De nabestaanden kiezen zelf een uitvaartondernemer die onafhankelijk is van de natuurbegraafplaatsen, maar  natuurlijk wel rekening moet houden met de bijzondere omstandigheden. De overledene wordt tijdens de ceremonie naar de begraafplek gereden met een loopkoets.

## In Nederland

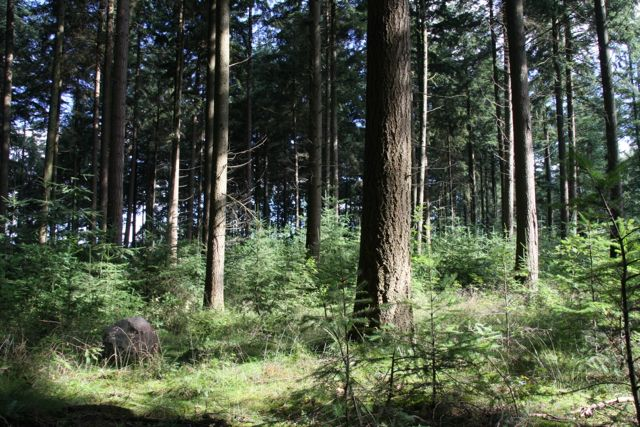
Natuurgraf met zwerfkei op Hillig Meer

### Inrichting van de graven
Gewoonlijk kan een zelf uitgekozen plek worden gereserveerd. Op een natuurbegraafplaats worden de graven niet voorzien van een traditionele grafsteen. Het graf kan wel op een natuurlijke manier zijn gemarkeerd door een herinneringsboom of bijvoorbeeld een zwerfsteen. Bij de meeste natuurbegraafplaatsen is het plaatsen van een grafmonument niet toegestaan, maar een bescheiden grafmarkering, vaak een schijf van een boomstam met inscriptie, is gebruikelijk. Na verloop van tijd is deze op natuurlijke wijze vergaan.

### Typen natuurbegraafplaats

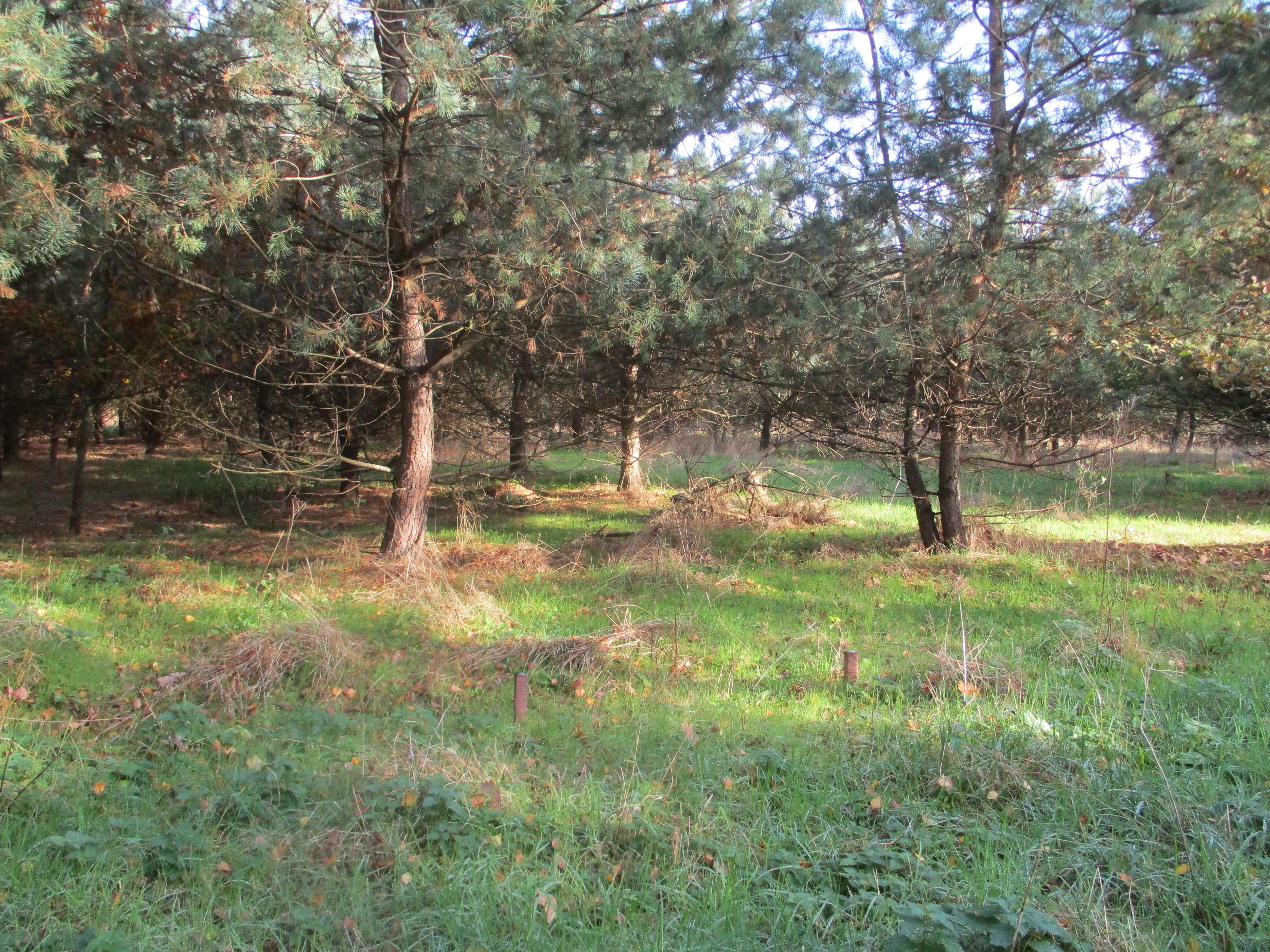
Twee gereserveerde graven op Natuurbegraafplaats Mepper Dennen

In Nederland zijn natuurbegraafplaatsen vooral te vinden op land dat in privé-bezit is. Het karakter van de begraafplaatsen loopt sterk uiteen. Soms liggen ze naast een traditionele begraafplaats. Op enkele mogen alleen urnen worden begraven. De echte natuurbegraafplaatsen zijn een integraal onderdeel van een locatie die als hoofdbestemming 'natuurgebied' heeft.
Brana, de branchevereniging voor echte natuurbegraafplaatsen in Nederland, hanteert voor de aangesloten begraafplaatsen strenge criteria. Daartoe behoort:
- Voor publiek toegankelijk en liggend in een gebied met de planologische hoofdbestemming natuur
- Beheerd door een gecertificeerd natuurbeheerder op basis van een natuurbeheerplan en gericht op in stand houden en verbeteren van de kwaliteit van natuur, bos en bodem en biodiversiteit
- Grafrust voor onbepaalde tijd; graven niet worden geruimd
- Grafmarkeringen alleen van organische en andere natuurlijke inheemse materialen, die van nature op de betreffende natuurbegraafplaats voorkomen
- Geen bovengrondse verstrooiing van as

De Landelijke Organisatie van Begraafplaatsen (LOB) maakt onderscheid tussen 'natuurbegraafplaatsen' en zogenaamde 'begraafplaatsen met een natuurlijk karakter'. Laatstgenoemde zijn geen echte natuurbegraafplaatsen, maar traditionele begraafplaatsen die parkachtig zijn aangelegd of een gedeelte hebben ingericht voor natuurbegraven. Begraafplaatsen met een natuurlijk karakter zijn niet gelegen in een natuurgebied of er is geen natuurbeheer door een gecertificeerd natuurbeheerder. Vaak worden zij wel gepresenteerd als natuurbegraafplaats. Ze voldoen echter niet altijd aan alle elementen van de door Brana gehanteerde definitie. De LOB houdt een lijst bij van zowel 'natuurbegraafplaatsen' als 'begraafplaatsen met een natuurlijk karakter'.

### Behoud van natuur en cultuur
Omdat er in Nederland op de meeste natuurbegraafplaatsen eeuwigdurende grafrust geldt, dragen ze ook bij aan het behoud van natuurgebied en soms ook van eeuwenoude culturele plekken of landgoederen. Vaak komen de opbrengsten ook ten goede aan het natuurbeheer van een veel groter omliggend gebied. Een groot deel van de opbrengsten komt soms ten goede aan een grote natuurorganisatie zoals Natuurmonumenten.

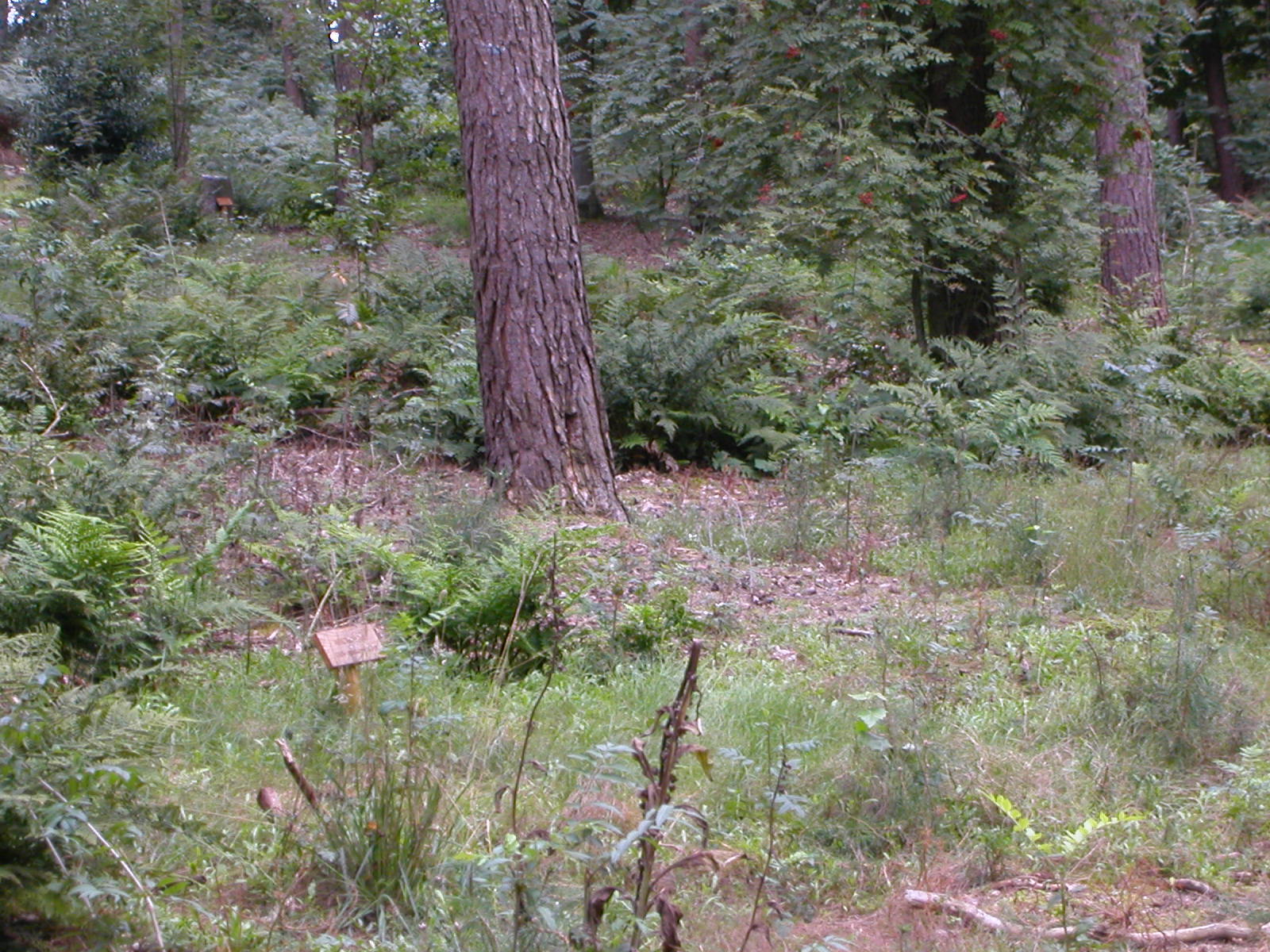
Graf op natuurbegraafplaats Bergerbos

De eerste en oudste natuurbegraafplaats is Westerwolde op de Veluwe in Assel die uit 1944 dateert. Het maakt deel uit van landgoed Westerwolde en was oorspronkelijk een kleine familiebegraafplaats. In 2003 werd de tweede natuurbegraafplaats Bergerbos in Sint Odiliënberg geopend, eveneens een particuliere begraafplaats.
In Anloo in Drenthe is in 2014 een begraafplaats geopend die een reconstructie wil zijn van de urnenvelden zoals die uit prehistorische tijden bekend zijn. Er kunnen urnen met crematieresten in een beukenbos worden begraven.

### Invloeden op natuur en milieu

#### Asverstrooiing
Asverstrooiing heeft – in tegenstelling tot het begraven van as in een (biologisch afbreekbare) urn – een ongunstige uitwerking op de natuur door hypertrofiëring op de plek waar de as uitgestrooid is. Het hoge gehalte aan direct vrij beschikbare fosfaat en kalk in de as betekent in natuurterreinen verregaande vermesting. De soortendiversiteit zal afnemen. Op een aantal natuurbegraafplaatsen is het verstrooien van as dan ook niet toegestaan. De effecten op het milieu (chemische belasting) zijn daarentegen verwaarloosbaar.,p.68,87

#### Bodemverstoring en grondwater
In de provincie Gelderland is in delen van de Veluwe en in beschermde natuur en grondwaterwingebieden natuurbegraven verboden. Om oude en onverstoorde grondlagen beschermen, waren er in 2018 plannen om ook in delen van de Achterhoek, Montferland en het Rijk van Nijmegen eveneens natuurbegraafplaatsen te verbieden.

### Aantallen
In 2009 bestonden er in Nederland nog maar twee natuurbegraafplaatsen, met plannen voor nog twee nieuwe.,p.23 In 2022 waren het er al 28.
Het aantal natuurbegrafenissen bedroeg in 2020 circa 1 procent van het totaal aantal uitvaarten (inclusief crematies) in Nederland. Wel is dat aantal snel toegenomen, van 10 in 2011 tot 1572 in 2020.

## In Vlaanderen
In Vlaanderen mag alleen buiten gemeentelijke of intergemeentelijke begraafplaatsen worden begraven met speciale toestemming van de minister. Tot 2021 kende Vlaanderen alleen natuurbegraafplekken, waar crematie-as mag worden verstrooid of in biologisch afbreekbare urnen begraven. Dergelijke locaties in de vrije natuur mogen alleen door lokale overheden worden aangewezen met toestemming van het Agentschap voor Natuur en Bos van de Vlaamse overheid. Dit mag niet in bos- en natuurreservaten of specifieke voor asverstrooiing kwetsbare natuurgebieden.
In Vlaanderen worden natuurbegraafplekken ook natuurbegraafplaatsen of natuurbegraafzones genoemd. Begraafplaatsen voor urnen worden urnenbos of ook wel begraafbos genoemd. Een natuurstrooiplek heet ook wel strooibos.
Natuurbegraafplekken liggen in openbaar natuurgebied, enkel toegankelijk voor voetgangers. Er kan ook nieuwe natuur voor aangelegd worden. Er moet een natuurplan worden gevolgd en bij de begraafplekken zijn alleen afbreekbaar materiaal en onverharde en onverlichte paden toegestaan. De grafrust wordt minimaal voor een periode van 10 jaar gegarandeerd. Geen gebouwen en geen klassieke grafmonumenten, gedenktekens, monumenten of individuele grafaanduidingen. De exacte locatie van de graven kan wel digitaal zijn gemarkeerd. Bij het graf kan een boom of boomzaadje mee worden geplant.
In 2015 werd Natuurbegraafplek Isaekshoef als eerste natuurbegraafplek in Vlaanderen geopend in Rekem (gemeente Lanaken). In 2021 werd op de begraafplaats van Drongen (gemeente Gent) de eerste echte Vlaamse natuurbegraafplaats geopend, waar naast urnen ook lichamen kunnen worden begraven.

## Lijsten van natuurbegraafplaatsen

### Natuurbegraafplaatsen in Nederland
(Gesorteerd op plaatsnaam; bron: LOB)
- Geestmerloo (Alkmaar)
- De Hoevens (Alphen)
- Heidepol (Arnhem – Schaarsbergen)
- Koningsakker (Arnhem)
- Westerwolde (Assel)
- Het Wienerveeld (Bentelo)[17]
- Den en Rust (Bilthoven)
- Reiderwolde (Blauwestad)
- Tjoenerhof (Diepenveen)
- Slangenburg (Doetinchem)
- Hillig Meer (Eext)
- De Utrecht (Esbeek)
- Eygelshof (Eygelshoven)
- IJsselhof (Gouda)
- Schoorsveld (Heeze)
- Zomerlanden (Heinenoord)
- Bosdrift (Hilversum)
- Laude (Laude)[18]
- Huis ter Heide (Loon op Zand)
- Mepperdennen (Meppen)
- Landgoed Mookerheide (Molenhoek)
- Fryslân (Nieuwehorne)
- Hoogengraven (Ommen)
- Bos van de Heilige Geest (Oostelbeers)
- Maashorst (Schaijk)
- Bergerbos (Sint Odiliënberg)
- Weverslo (Venray)
- Schapenmeer (Vorden)
- De Velden (Zuidvelde)

### Natuurbegraafplaatsen in Vlaanderen
Behalve de begraafplaats van Drongen, betreft het alle natuurbegraafplekken waar alleen as kan worden verstrooid of begraven.
- begraafplaats van Drongen (Gent): in 2021 de eerste Vlaamse natuurbegraafplaats geopend voor graven, in de vorm van een bestaand natuurlijk grasland met rijen aangeplante kerselaars en waar de graven niet zichtbaar zijn.
- het gedenkbos op parkbegraafplaats Heimolen (Sint-Niklaas), in 2012 als primeur in Vlaanderen
- de bomenbegraafplaats in Eeklo
- het urnenbos in Oekene (Roeselare)
- het urnenbos in Ronse
- het urnenbos in Berendrecht en in het bestaande beukenbos in Schoonselhof (beide in Antwerpen)
- het strooibos in begraafplaats Kruisveld in Hasselt
- begraafplaats in Ravels voor verstrooiing en urnen[19]
- Natuurbegraafplek Isaekshoef, naast de historische begraafplaats in Nationaal Park Hoge Kempen in Lanaken (Limburg), pilootproject
- Natuurbegraafplek Villa Markey te Zoersel (Antwerpen), in maart 2018 als eerste geopend in Vlaanderen
- Natuurbegraafplek Sint-Antonius Zoersel (Antwerpen)
- Domein Rondenbos te Beersel (Vlaams-Brabant)
- Natuurbegraafplek Merksplas-kolonie, naast de historische begraafplaats[20]

Er is ook een natuurbegraafplek opgenomen in het ontwerp voor de Vinderhoutse Bossen (Gent), en in Brugge.